# Flachgründig
Der Begriff flachgründig entstammt der Bodenkunde und Geografie, wird aber auch in manchen Bereichen der Landwirtschaft, bei der Moorkultivierung und in der Hydrologie verwendet. Bei letzterer bezeichnet er die bodennahen Schichten von Flachgewässern. In der Landwirtschaft kann das Wort außer geringer Bodentiefe auch flaches Pflügen bedeuten.
Ein Boden wird als flachgründig bezeichnet, wenn er nur geringe Mächtigkeit hat, d. h. wenn der A-Horizont rasch in den C-Horizont (anstehendes Gestein) übergeht. Solche meist kargen, nährstoffarmen Böden finden sich im Hügelland und Mittelgebirge überwiegend auf den Kuppen – insbesondere bei kalkhaltigem Gestein – und auf Steilhängen, während in den Tälern und den Niederungen tiefgründige Böden vorherrschen.
Überwiegend flachgründige Bodentypen sind unter anderem
- die Rendzina (carbonat- oder gipsreicher Untergrund)
- der Pelosol oder Tonboden (statt B- ein P-Horizont aus tonreichem Verwitterungsmaterial)
- der Regosol (gebildet auf kalkarmem Lockermaterial, v. a. auf Sand) und seine Vorstufe, der Lockersyrosem
- der Ranker (auf kalkarmen Festgestein wie Sandstein, Granit oder Quarz), auch auf Steilhängen
- die Leptosole (schwach entwickelte Böden über unterschiedlichem Fels), extrem skelettreich
- der Syrosem (russ. "rohe Erde"), "Schuttboden" am Anfang der Bodenentwicklung auf Festgestein.

Im Gegensatz dazu sind besonders tiefgründige Böden etwa der Tschernosem (Schwarzerde), der Kalktschernosem oder der tropische Nitisol. Sie haben meist eine hohe Fruchtbarkeit, außer bei den nährstoffarmen Böden wie dem Ferralsol. 
Während die meisten flachgründigen Böden nur geringe Fruchtbarkeit aufweisen, kann diese bei vulkanischen Böden auch geringer Mächtigkeit hoch sein. Viele Pflanzen sind auf karge Böden spezialisiert, wo kein starker Konkurrenzdruck herrscht. Manche Tannenwälder wachsen zwar auf flachem Boden (z. B. Kalkmergel), der jedoch in Spalten und Ritzen ein tieferes Durchwurzeln ermöglicht.
Siehe auch:
- Felshumusboden
- Kiefernwald, Magerrasen